# 利亞瓜普克羅山
11°35′50″S 76°16′12″W / 11.59722°S 76.27000°W
利亞瓜普克羅山（Llawa P'ukru），是秘魯的山峰，位於該國中南部利馬大區，由瓦羅奇里省的奇克拉區負責管轄，屬於安地斯山脈的一部分，海拔高度5,200米。